# ألان كروز
ألان كروز (بالإسبانية: Allan Cruz) (24 فبراير 1996 بنيكوجا في كوستاريكا - ) هو لاعب كرة قدم كوستاريكي في مركز الوسط. شارك مع منتخب كوستاريكا تحت 23 سنة لكرة القدم ومنتخب كوستاريكا لكرة القدم. أما مع النوادي، فقد لعب مع C.S. Uruguay de Coronado ‏ ونادي سينسيناتي ونادي هيريديانو.

## وصلات خارجية
- ألان كروز على موقع الدوري الأمريكي (الإنجليزية)
- ألان كروز على موقع قاعدة بيانات كرة القدم.إي يو (الإنجليزية)
- ألان كروز على موقع ناشيونال فوتبول تيمز (الإنجليزية)
- ألان كروز على موقع Soccerway.com (الإنجليزية)
- ألان كروز على موقع عالم كرة القدم.نت (الإنجليزية)